# Мамедова, Иммилейла Али кызы
Иммилейла Алы кызы Мамедова (азерб. Umileyla Alı qızı Məmmədova; 1916, Казахский уезд — ?) — советский азербайджанский хлопковод, Герой Социалистического Труда (1948).

## Биография
Родилась в 1916 году в селе Кочаскер Казахского уезда Елизаветпольской губернии (ныне село в Акстафинском районе Азербайджана).
С 1931 года — колхозница, звеньевая колхоза имени Низами Казахского района. В 1947 году получила урожай хлопка 92,48 центнера с гектара на площади 3,06 гектаров.
Указом Президиума Верховного Совета СССР от 10 марта 1948 года за получение в 1947 году высоких урожаев хлопка Мамедовой Иммилейле Али кызы присвоено звание Героя Социалистического Труда с вручением ордена Ленина и золотой медали «Серп и Молот».
В 1951 году Мамедова была звеньевой колхоза имени Багирова Акстафинского района Азербайджанской СС.
С 1964 года — пенсионер союзного значения.